# 아름다운 청춘 (2014년 영화)
아름다운 청춘(Hermosa juventud, Beautiful Youth)은 스페인에서 제작된 하이메 로살레스 감독의 2014년 드라마 영화이다. 잉그리드 가르시아 존슨 등이 주연으로 출연하였다.

## 출연

### 주연
- 잉그리드 가르시아 존슨